# Torul
Torul est une ville et un district de la province de Gümüşhane dans la région de la mer Noire en Turquie.